# Val di Noto
Val di Noto ("Notói kerület") egy földrajzi terület Szicília délkeleti részén. Egy mészkő fennsíkon fekszik. 1693-ban egy erős földrengés során számos település megsemmisült, megrongálódott. A földrengés után a településeket, házakat a környéken található fehér mésztufából újjáépítették szicílai barokk stílusban, a fehér mésztufa házak a tűző napsugarak hatására idővel mézbarnára változtatták színüket. A területen lévő városok közül Noto az egyik legismertebb: napjainkban turista csalogató helynek számít a barokk épületeinek köszönhetően.
A területen található Palazzolo Acreide, amely az ókori Akrai város romjaira épült. Az ókori települést i. e. 664-ben alapították a korinthosziak. A romokat 16. században Tommaso Fazello történész fedezte fel újra, a régészeti ásatások a 19. században kezdődtek meg Gabriele Iudica vezetésével. Az ásatások eredményeképpen sikerült jobban megismerni Szicília ókori történetét.
2002 júniusában az UNESCO Val di Noto nyolc régi városát a világörökség részének nyilvánította, mint a "barokk művészet európai virágzásának emlékeit". A nyolc város: Caltagirone, Militello in Val di Catania, Catania, Modica, Noto, Palazzolo Acreide, Ragusa és Scicli.